# MUL1
MUL1 (англ. Mitochondrial E3 ubiquitin protein ligase 1) – білок, який кодується однойменним геном, розташованим у людей на короткому плечі 1-ї хромосоми.  Довжина поліпептидного ланцюга білка становить 352 амінокислот, а молекулярна маса — 39 800.
| 10         |  | 20         |  | 30         |  | 40         |  | 50         |
| ---------- |  | ---------- |  | ---------- |  | ---------- |  | ---------- |
| MESGGRPSLC |  | QFILLGTTSV |  | VTAALYSVYR |  | QKARVSQELK |  | GAKKVHLGED |
| LKSILSEAPG |  | KCVPYAVIEG |  | AVRSVKETLN |  | SQFVENCKGV |  | IQRLTLQEHK |
| MVWNRTTHLW |  | NDCSKIIHQR |  | TNTVPFDLVP |  | HEDGVDVAVR |  | VLKPLDSVDL |
| GLETVYEKFH |  | PSIQSFTDVI |  | GHYISGERPK |  | GIQETEEMLK |  | VGATLTGVGE |
| LVLDNNSVRL |  | QPPKQGMQYY |  | LSSQDFDSLL |  | QRQESSVRLW |  | KVLALVFGFA |
| TCATLFFILR |  | KQYLQRQERL |  | RLKQMQEEFQ |  | EHEAQLLSRA |  | KPEDRESLKS |
| ACVVCLSSFK |  | SCVFLECGHV |  | CSCTECYRAL |  | PEPKKCPICR |  | QAITRVIPLY |
| NS         |  |            |  |            |  |            |  |            |

A: Аланін

C: Цистеїн

D: Аспарагінова кислота

E: Глутамінова кислота

F: Фенілаланін

G: Гліцин

H: Гістидин

I: Ізолейцин

K: Лізин

L: Лейцин

M: Метіонін

N: Аспарагін

P: Пролін

Q: Глутамін

R: Аргінін

S: Серин

T: Треонін

V: Валін

W: Триптофан

Кодований геном білок за функцією належить до трансфераз. 
Задіяний у таких біологічних процесах як апоптоз, убіквітинування білків. 
Білок має сайт для зв'язування з іонами металів, іоном цинку. 
Локалізований у мембрані, мітохондрії, зовнішній мембрані мітохондрій, пероксисомах.